# Kerklis
Kerklis, Korgs – w mitologii bałtyjskiej brat Kurko, bóg żelaza, kowalstwa, zwycięstwa w bitwie, zwierzę Korgsa to dzik.